# Klaus-Rüdiger Mai

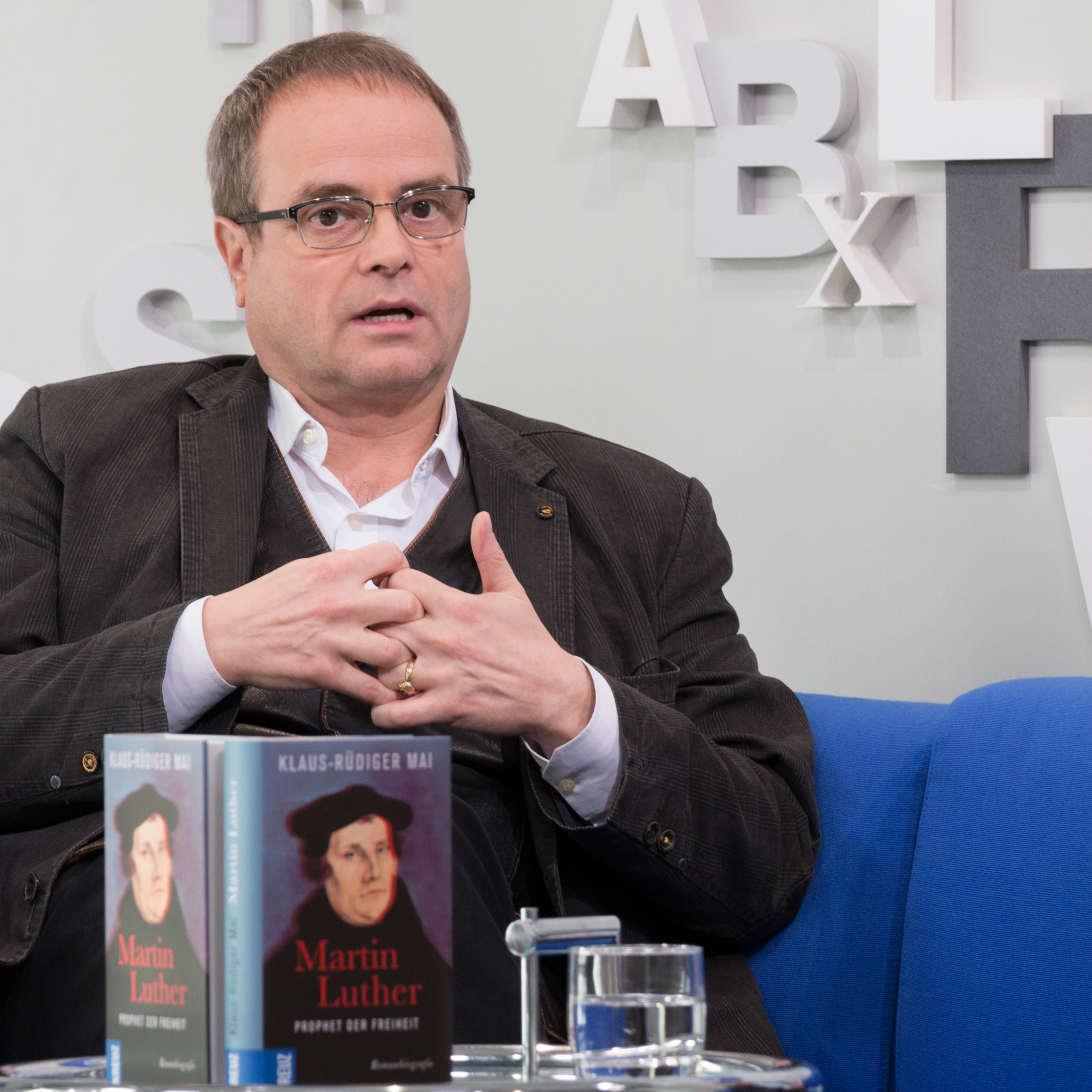
Klaus-Rüdiger Mai (2014)

Klaus-Rüdiger Mai (* 1963 in Staßfurt) ist ein deutscher Dramaturg, Sachbuchautor und Schriftsteller.

## Werdegang und schriftstellerisches Wirken
Mai studierte an der Martin-Luther-Universität Halle-Wittenberg Germanistik, Geschichte und Philosophie. Bei Rüdiger Bernhardt schrieb er seine Doktorarbeit über Heiner Müller. Im Jahre 1990 wurde er zum Dr. phil. promoviert. Im Anschluss daran arbeitete er als Regieassistent und Dramaturg an verschiedenen Theatern. Bereits während seines Studiums verfasste Mai Texte (Radio-Features). Unter dem Pseudonym „Nicholas Lessing“ startete er eine Kriminalroman-Reihe um Kardinal Prospero Lambertini, die von Publikum und Literaturkritik mit viel Lob bedacht wurde; weitere historische Romane verfasste er unter dem Pseudonym Sebastian Fleming.
Seine Sachbücher befassen sich hauptsächlich mit religiösen und gesellschaftspolitischen Fragen. Martin Luther betrachtet Mai als Beginn des modernen Deutschlands und der Moderne Europas, einer Epoche, die sich heute ihrem Ende zuneigen könne. In seinem 2016 erschienenen Buch Gehört Luther zu Deutschland? möchte Mai ihn weniger als Theologen denn als „Gesellschaftstheoretiker und -praktiker“ zeichnen, der den Menschen durch seine Schrift Von der Freiheit eines Christenmenschen, die Mai als „Gründungsmanifest des modernen Europas“ bezeichnet, die Vollmacht zugesprochen und den Weg gewiesen habe, ihr Land selbst zu steuern und zu gestalten. Mai sieht Luther als „einflussreichsten Sozialreformer aller Zeiten“ und hebt seinen Mut hervor, tatkräftig eine freiheitliche Alternative angestoßen und umgesetzt zu haben. In diesem Sinne möchte er die Luther-Dekade bis 2017 als Gelegenheit verstanden wissen, damit Menschen „wieder erfahren, dass sie die wahren Herrscher und Könige sind“, um mit Luther den „Popanz der Alternativlosigkeit, die Monstranz einer sich selbst vergottenden Herrschaft“ als Gotteslästerung zu entlarven und ihre Geschicke selbst in die Hand zu nehmen, indem sie „Christus als Alternative“ ergreifen. In diesem Sinne parallelisiert er die von Luther beseitigte spätmittelalterliche Deutungshoheit der Papstkirche mit dem Einfluss der EU, in der Europa „täglich mehr von seiner Geschichtsfähigkeit und Identität“ einbüße. Kirchenvertreter, Fachtheologen und etablierte Parteien beschuldigt er, Luther „eher als Objekt der Kritik, als Antisemit, als Bauernschlächter, als abergläubiger Mensch“ zu betrachten, sich gar für Luther zu schämen und an seine Stelle einen „zumutungsfreien Wohlfühlprotestantismus“ zu setzen.
Mai ist Autor unter anderem der Neuen Zürcher Zeitung, des Cicero, beim Sonntag, beim Deutschlandfunk und beim Kontrafunk. Er schreibt regelmäßig für Tichys Einblick.
Klaus-Rüdiger Mai wurde vom Verein Lernen für die Deutsche und Europäische Zukunft e. V. mit dem vereinseigenen „Deutschen Schulbuchpreis 2019“ ausgezeichnet.

## Werke

### Belletristik
Als „Nicholas Lessing“
- Sein Blut komme über uns. Historischer Thriller. Heyne, München 2008, ISBN 978-3-453-40587-5.
- Und stehe auf von den Toten. Roman. Heyne, München 2010, ISBN 978-3-453-47098-9.

Als „Sebastian Fleming“
- Arminius. Historischer Roman. Bastei Lübbe, Köln 2009, ISBN 978-3-404-16315-1.
- Die Kuppel des Himmels. Historischer Roman. Lübbe, Köln 2010, ISBN 978-3-404-16490-5.
- Byzanz. Historischer Roman. Lübbe/Ehrenwirth, Köln 2013, ISBN 978-3-431-03869-9.
- Die Verschwörung von Granada. Historischer Roman. Lübbe/Ehrenwirth, Köln 2020, ISBN 978-3-404-17929-9.

### Sachbücher
- Die Bronzehändler. Eine verborgene Hochkultur im Herzen Europas. Campus, Frankfurt am Main 2006, ISBN 3-593-37912-0.
- Michail Gorbatschow. Sein Leben und seine Bedeutung für Russlands Zukunft. Campus, Frankfurt am Main 2005, ISBN 3-593-37400-5.
- Von Paulus bis Mutter Teresa. Große Gestalten des Christentums. Gütersloher Verlagshaus, Gütersloh 2007, ISBN 978-3-579-06455-0.
- Geheimbünde. Macht, Mythos und Wirklichkeit. Bergisch Gladbach 2006, ISBN 3-7857-2148-X.
- Der Vatikan. Geschichte einer Weltmacht im Zwielicht. Lübbe, Bergisch Gladbach 2008, ISBN 978-3-7857-2329-6.
- Benedikt XVI. Joseph Ratzinger: sein Leben – sein Glaube – seine Ziele. Lübbe, Bergisch Gladbach 2005, ISBN 3-7857-2236-2.
- Bücher, die Geschichte machten: Von der Bibel bis zu Harry Potter. cbj, München 2007, ISBN 978-3-570-13362-0.
- (mit Werner Tiki Küstenmacher): Weltreligionen. Woran die Menschen glauben. cbj, München 2010, ISBN 978-3-570-13960-8.
- Die Geheimen Religionen. Ehrenwirth, Köln 2012, ISBN 978-3-431-03854-5.
- Die Bachs: Eine deutsche Familie. Propyläen, Berlin 2013, ISBN 978-3-549-07427-5.
- Lob der Religionen – Warum es nicht egal ist, was Sie und Ihr Nachbar glauben. Kreuz Verlag, 2013, ISBN 978-3-451-61231-2.
- Martin Luther – Prophet der Freiheit: Romanbiografie. Verlag Kreuz, Freiburg im Breisgau 2014, ISBN 978-3-451-61226-8.
- Gehört Luther zu Deutschland? Herder, Freiburg im Breisgau 2016, ISBN 978-3-451-34846-4.
- Gutenberg. Der Mann, der die Welt veränderte. Propyläen, Berlin 2016, ISBN 978-3-549-07467-1.
- Geht der Kirche der Glaube aus? Eine Streitschrift. Evangelische Verlagsanstalt, 2017, ISBN 978-3-374-05305-6.
- Und wenn die Welt voll Teufel wär. Martin Luther in Worms. Evangelische Verlagsanstalt, 2020, ISBN 978-3-374-06617-9.
- Die Zukunft gestalten wir! Wie wir den lähmenden Zeitgeist endlich überwinden. Langen-Müller, München 2021, ISBN 978-3-7844-3588-6.
- Edith Stein – Geschichte einer Ankunft. Leben und Denken der Philosophin, Märtyrerin und Heiligen. Kösel, München 2022, ISBN 978-3-466-37271-3.
- Der kurze Sommer der Freiheit. Wie aus der DDR eine Diktatur wurde. Herder, Freiburg i. Br. 2023, ISBN 978-3-451-39463-8.
- Die Kommunistin. Sahra Wagenknecht: Eine Frau zwischen Interessen und Mythen. Europa Verlag, München 2024, ISBN 978-3-95890-618-1.
- Angela Merkel. Zwischen Legende und Wirklichkeit, Europa Verlag, München 2024, ISBN                                 978-3-95890-637-2.

### Essays
- Martin Luthers Ablassthesen als wirkungsvollstes Paradoxon der Geschichte. In: Martin Luther: „Aus Liebe zur Wahrheit …“ Die 95 Thesen. Faksimile der Originalausgabe (Basel 1517) und Übersetzung ins Deutsche, mit Beiträgen von Reinhard Feldmann und Klaus-Rüdiger Mai, herausgegeben von Thomas A. Seidel im Auftrag der Internationalen Martin Luther Stiftung. Westhafen Verlag, Frankfurt am Main 2017, ISBN 978-3-942836-13-5, S. 33–55.